# Henschia
Henschia är ett släkte av insekter. Henschia ingår i familjen dvärgstritar.

## Dottertaxa tillHenschia, i alfabetisk ordning[1]
- Henschia acutus
- Henschia americanus
- Henschia angustiarum
- Henschia aniarus
- Henschia bulganicus
- Henschia caprillus
- Henschia caudatus
- Henschia chakassicus
- Henschia collinus
- Henschia deminutus
- Henschia depressiensis
- Henschia dlabolai
- Henschia dusholli
- Henschia dzhavacheticus
- Henschia elymorum
- Henschia flaveolus
- Henschia foxi
- Henschia gruzinicus
- Henschia hermelensis
- Henschia hordei
- Henschia ineptus
- Henschia jucundus
- Henschia larrimeri
- Henschia lingi
- Henschia littoralis
- Henschia longicornis
- Henschia novalis
- Henschia pallidus
- Henschia perdignus
- Henschia psathyrostachydis
- Henschia quadricornis
- Henschia quinquespinus
- Henschia ruthenicus
- Henschia semiguttiger
- Henschia stehliki
- Henschia transcaucasicus
- Henschia tungusicus
- Henschia vittata
- Henschia zelihae